# Walter Rotach (Pädagoge, 1872)
Walter Rotach (* 28. Februar 1872 in Wolfhalden; † 28. November 1928 in Herisau; heimatberechtigt in Herisau) war ein Schweizer Pädagoge, Schriftsteller und Mundartdichter aus dem Kanton Appenzell Ausserrhoden.

## Leben
Walter Rotach war ein Sohn von Jakob Rotach, Lehrer, und Margaretha Diem. Im Jahr 1896 heiratete er Emilie Hohl, Tochter von Johann Jakob Hohl, Coiffeur.
Von 1888 bis 1891 besuchte er das Lehrerseminar in Kreuzlingen. Ab 1891 bis 1894 war er Lehrer an der Taubstummenanstalt Zürich. In den Jahren von 1894 bis 1896 unterrichtete er in Wolfhalden und ab 1896 bis zu seinem Tod in Herisau. Rotach wurde über das Appenzellerland hinaus mit seinen in der traditionellen Herisauer Mundart verfassten Jugenderinnerungen Vo Ärbet, Gsang ond Liebi, erschienen 1924 und im Neudruck 1981, bekannt. Sie sind sowohl Sittenbild als auch Liebeserklärung an das Elternhaus. Zu seinen beiden wichtigsten heimatkundlichen Publikationen zählen das Heimatbuch für junge Appenzeller, erschienen im Jahr 1927, und die Ortsgeschichte Die Gemeinde Herisau aus dem Jahr 1929.